# Speicherbecken Borna
Das Speicherbecken Borna ist ein ehemaliger Tagebaurestsee bei Borna südlich von Leipzig, der 1964–1980 zu einem Hochwasserrückhaltebecken umgebaut worden ist. Der Speicher ist im Normalfall nur zum Teil gefüllt, 46,10 Mio. m³ werden als Hochwasserschutzraum freigehalten. Die maximale Tiefe bei Normalfüllung beträgt 25 m, bei Hochwasser bis zu 38 m. Bei Hochwasser kann Wasser aus der Pleiße durch das Hochwasserrückhaltebecken Regis-Serbitz in den Speicher geleitet werden. Die Inbetriebnahme des Speicherbeckens erfolgte 1977. Sieben Jahre zuvor war der Tagebau Borna-West stillgelegt worden.
Das gestaute Gewässer ist die Pleiße. Der Speicher dient auch der Niedrigwasseraufhöhung der Pleiße, außerdem der Erholung (Baden, Angeln, Surfen) und der Fischerei. Der See ist ein offizielles sächsisches und ein geprüftes EU-Badegewässer und wird umgangssprachlich „Adria“ genannt.
Der Staudamm ist ein Erddamm aus bindigen Erdstoffen ohne besondere Abdichtung. Einige Böschungen sind immer noch rutschgefährdet, so dass das Betreten dort verboten ist. Aufgrund der Länge der Krone von 6.500 m gehört das Speicherbecken Borna zu den größten Talsperren der Erde. Auf dem Gelände des Tagebaus befanden sich einst die Orte Blumroda, Hartmannsdorf, Görnitz und Alt-Deutzen.

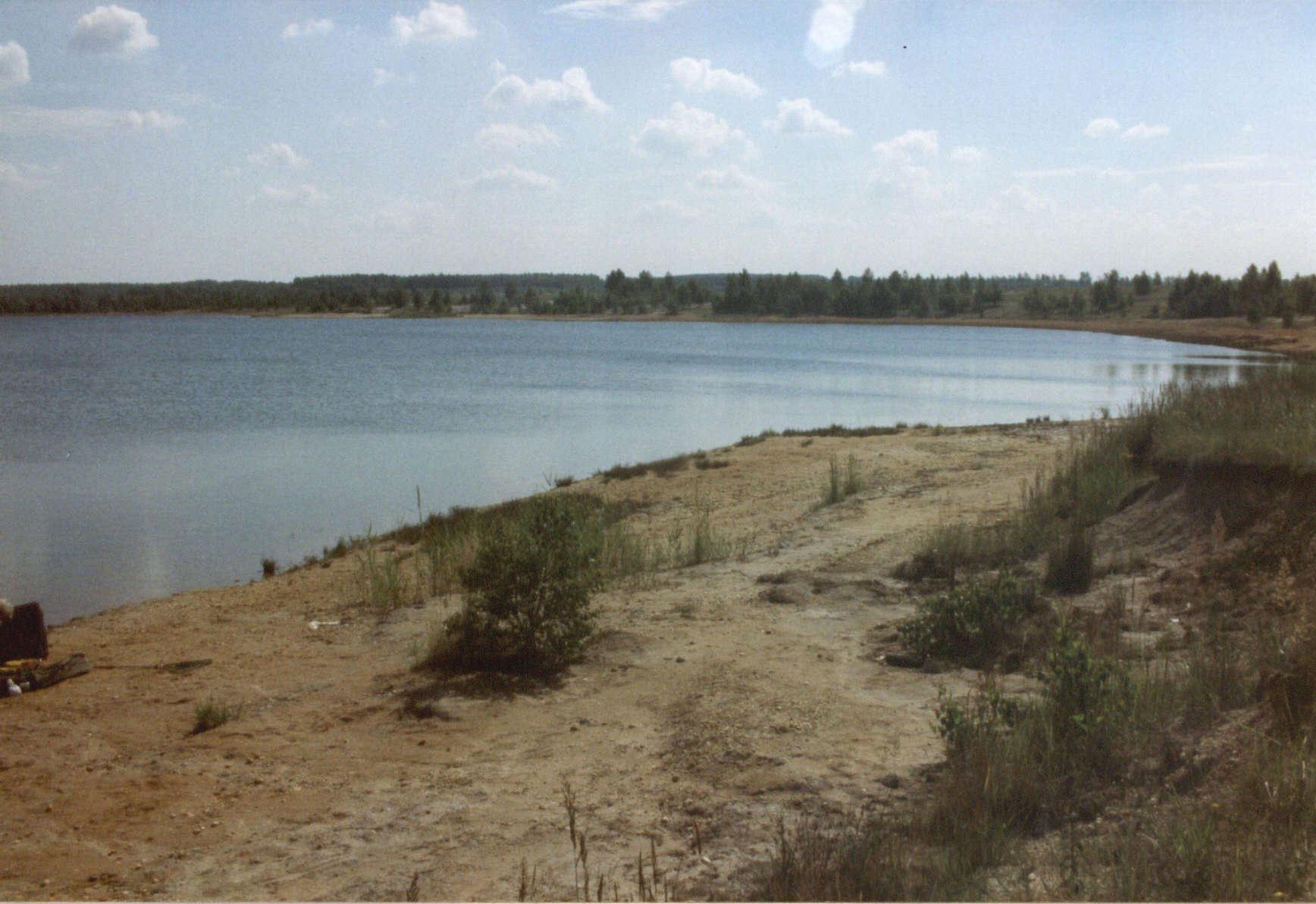
Speicherbecken 1998
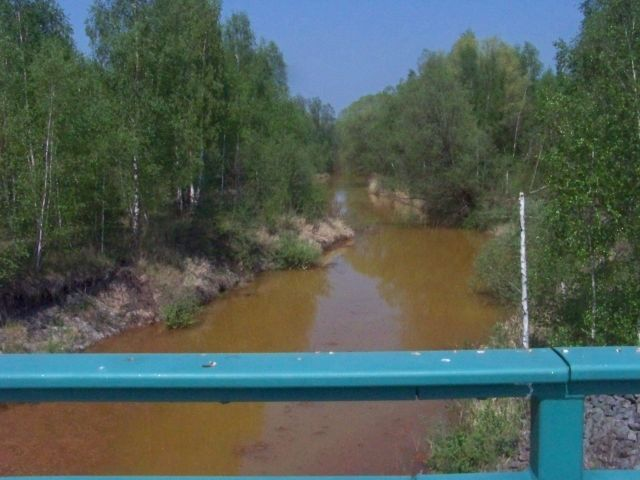
Zufluss des Speicherbeckens
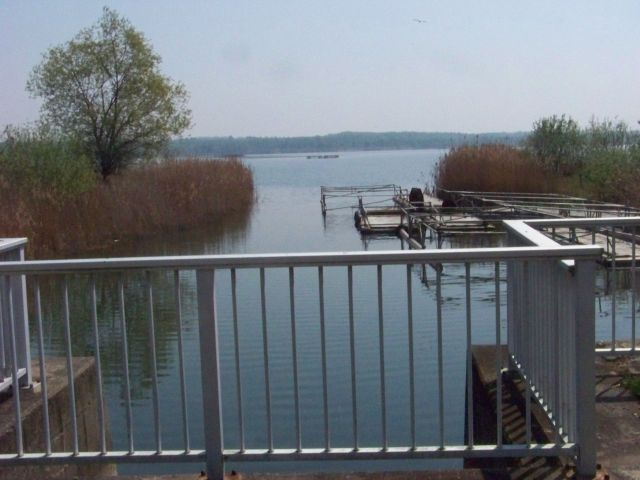
Abfluss des Speicherbeckens
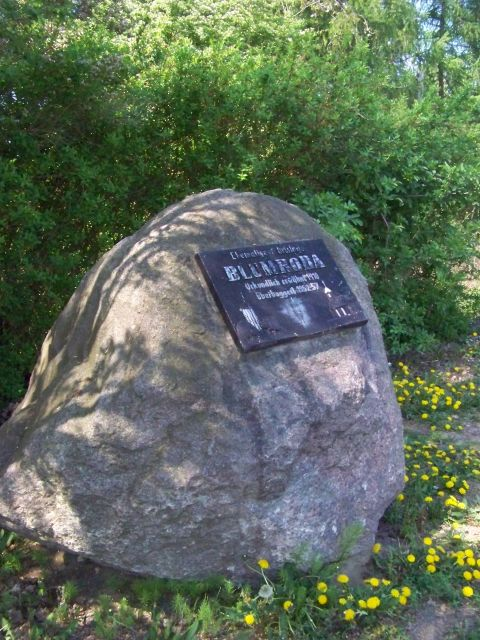
Erinnerungstafel an die Überbaggerung von Blumroda östlich des Speicherbeckens